# 黃金福家族
黃金福家族，始興於1890年代，是戰前時期的香港歐亞混血兒家族，香港望族之一。

## 家族特色
家族中之各種特色：
- 香港歐亞混血兒家族
- 以華人家族自居，家族籍貫跟隨母系的廣東寶安
- 與何東家族有兩段姻親關係：
  - 黃金福＝何瑞婷
  - 黃錫霖＝何純姿

## 興起方法
家族中各人之興起歷程：
- 黃金福的興起歷程：先任九龍倉買辦[1][2]，及後營商致富
- 黃錫霖的興起歷程：為註冊建築師
- 黃錫滔的興起歷程：為著名執業眼科醫生[3]

## 家族成員
家族成員：
- 黃父（Carls Vang, 挪威海員）＝吳氏[2]
  - 黃金福＝何瑞婷[2]
    - 黃錫霖[4]＝何純姿
      - 黃日烜

    - 黃錫滔[3]
    - 黃錫雯
    - 黃錫權
    - 黃錫松
    - 黃錫漢
    - Pansy Wong
    - 另有2女

## 註腳
1. ↑  鄭宏泰、黃紹倫. . 香港: 三聯書店(香港)有限公司. 2007年7月.
2. 1 2 3  鄭宏泰、黃紹倫. . 香港: 三聯書店(香港)有限公司. 2010年8月.
3. 1 2  鄭宏泰、黃紹倫. . 香港: 中華書局(香港)有限公司. 2014年1月.
4. ↑  丁新豹. . 香港: 三聯書店(香港)有限公司. 2014年1月.